# Državna cesta D225
D225 je državna cesta u Hrvatskoj. Cesta prolazi kroz općinu Brdovec te grad Zaprešić. Početna točka je na graničnom prijelazu s Republikom Slovenijom Harmica, a krajnja je čvor Zaprešić na autocesti A2. Ukupna duljina iznosi 14,8 km.
Cesta je rekonstruirana 2007. godine.